# Лонгави
Лонгави (исп. Longaví) — город в Чили. Административный центр одноимённой коммуны. Население — 6206 человек (2002). Город и коммуна входит в состав провинции Линарес и области Мауле.
Территория — 1 454 км². Численность населения — 30 534 жителя (2017). Плотность населения — 21 чел./км².

## Расположение
Город расположен в 61 км на юг от административного центра области города Талька и в 16 км на юго-запад от административного центра провинции города Линарес.
Коммуна граничит:
- на севере — c коммуной Линарес
- на востоке — с коммуной Кольбун
- на юге — c коммуной Парраль
- на западе — c коммуной Ретиро
- на северо-западе — c коммуной Сан-Хавьер-де-Лонкомилья

## Демография
Согласно сведениям, собранным в ходе переписи 2017 г  Национальным институтом статистики (INE),  население коммуны составляет:
| Полное население                          | Полное население                          | Полное население                          | Полное население                          | Полное население                          | 30 534 |
| ----------------------------------------- | ----------------------------------------- | ----------------------------------------- | ----------------------------------------- | ----------------------------------------- | ------ |
| в том числе:                              | Городское население                       | 9 247                                     | Процент городского населения, %           | 30,28                                     |        |
|                                           | Сельское население                        | 21 287                                    | Процент сельского населения, %            | 69,72                                     |        |
|                                           | Мужское население                         | 15 482                                    | Процент мужского населения, %             | 50,70                                     |        |
|                                           | Женское население                         | 15 052                                    | Процент женского населения, %             | 49,30                                     |        |
| Плотность населения, чел/км²              | Плотность населения, чел/км²              | Плотность населения, чел/км²              | Плотность населения, чел/км²              | Плотность населения, чел/км²              | 21.00  |
| Население коммуны в % к населению области | Население коммуны в % к населению области | Население коммуны в % к населению области | Население коммуны в % к населению области | Население коммуны в % к населению области | 2,92   |

### Важнейшие населенные пункты коммуны
- Лонгави (город) — 6206 жителей
- Лос-Кристалес (поселок) — 1935 жителей